# Альберта (Вірджинія)
Альберта (англ. Alberta) — місто (англ. town) в США, в окрузі Брансвік штату Вірджинія. Населення — 302 особи (2020), що на 8 осіб менше, ніж 2000 року. Тут розташований кампус Крістанна Southside Virginia Community College.

## Історія
Гобсонс Чойс і методистська церква Рокі Ран занесені до списку Національного реєстру історичних місць.

## Географія
Альберта розташована в центрально-північній частині округу Брансвік вздовж 1-ї магістралі США. Interstate 85 проходить на південь від початкової частини міста з доступом до 1-ї магістралі через Exit 28. Межі містечка простягаються на південний захід вздовж 1-ї магістралі та I-85 до 46-ї магістралі штату Вірджинія та Southside Virginia Community College, з доступом від I-85 до VA 46 через Exit 27. По трасі I-85 за 64 км на північний схід від нього розташований Пітерсбург і за 26 км на південний захід - Саут-Гілл.
Розташована за координатами 36°51′17″ пн. ш. 77°53′40″ зх. д. / 36.85472° пн. ш. 77.89444° зх. д. (36.854636, -77.894357).  За даними Бюро перепису населення США в 2010 році місто мало площу 5,56 км², з яких 5,53 км² — суходіл та 0,03 км² — водойми.

## Демографія
Згідно з переписом 2010 року, у місті мешкало 298 осіб у 131 домогосподарстві у складі 77 родин. Густота населення становила 54 особи/км².  Було 163 помешкання (29/км²).
Расовий склад населення:
| - 59,4 % — білих - 37,6 % — чорних або афроамериканців - 1,3 % — корінних американців |

До двох чи більше рас належало 1,0 %. Частка іспаномовних становила 0,3 % від усіх жителів.
За віковим діапазоном населення розподілялося таким чином: 18,8 % — особи молодші 18 років, 62,4 % — особи у віці 18—64 років, 18,8 % — особи у віці 65 років та старші. Медіана віку мешканця становила 47,0 року. На 100 осіб жіночої статі у місті припадало 92,3 чоловіків;  на 100 жінок у віці від 18 років та старших — 87,6 чоловіків також старших 18 років.
За межею бідності перебувало 19,7 % осіб, у тому числі 28,6 % дітей у віці до 18 років та 17,9 % осіб у віці 65 років та старших.
Цивільне працевлаштоване населення становило 128 осіб. Основні галузі зайнятості: освіта, охорона здоров'я та соціальна допомога — 21,9 %, роздрібна торгівля — 20,3 %, будівництво — 11,7 %, транспорт — 10,9 %.